# Dirty Work (The Rolling Stones)
Dirty Work è un album in studio del gruppo rock britannico The Rolling Stones pubblicato nel 1986; è il 18° della discografia inglese e il 20° di quella statunitense. L'album è dedicato a Ian Stewart, scomparso qualche mese prima.

## Curiosità
Il protagonista della serie TV Sport Crime Luca Tramontin ha dichiarato che il meccanismo di lasciare la vera tensione salire pericolosamente tra gli attori è stata appresa dal video "One Hit to the Body" e usata ripetutamente per varie scene di collisione e scontro nella serie.

## Tracce
Tutti i brani sono di Mick Jagger e Keith Richards, eccetto dove indicato.
1. One Hit (to the Body) (Mick Jagger, Keith Richards, Ronnie Wood) - 4:45
2. Fight (Mick Jagger, Keith Richards, Ronnie Wood) - 3:08
3. Harlem Shuffle (Bobby Byrd, Earl Nelson) - 3:30
4. Hold Back - 3:53
5. Too Rude (Lydon Roberts) - 3:16
6. Winning Ugly - 4:31
7. Back To Zero (Mick Jagger, Keith Richards, Chuck Leavell) - 3:59
8. Dirty Work (Mick Jagger, Keith Richards, Ronnie Wood) - 3:53
9. Had It With You (Mick Jagger, Keith Richards, Ronnie Wood) - 3:20
10. Sleep Tonight - 5:14

## Formazione
- Mick Jagger – voce, cori, armonica
- Keith Richards – chitarra, acustica pianoforte, cori; voce in  "Too Rude" e "Sleep Tonight"
- Ronnie Wood – chitarra, acoustica, steel guitar, sassofono tenore, cori; batteria in "Sleep Tonight"
- Bill Wyman – basso, sintetizzatore
- Charlie Watts – batteria

Additional personnel
- Chuck Leavell – tastiera
- Ivan Neville – cori, basso, organo, sintetizzatore
- Jimmy Page – chitarra in "One Hit (To the Body)"
- Bobby Womack – cori, chitarra in "Back to Zero"
- Philippe Saisse – tastiera
- Anton Fig – percussioni
- John Regan – basso in "Winning Ugly"
- Dan Collette – tromba
- Ian Stewart – piano
- Marku Ribas – percussioni
- Jimmy Cliff, Don Covay, Beverly D'Angelo, Kirsty MacColl, Dolette McDonald, Janice Pendarvis, Patti Scialfa e Tom Waits – cori

## Classifiche

### Classifiche settimanali
| Classifica (1986) | Posizione massima |
| ----------------- | ----------------- |
| Australia         | 2                 |
| Austria           | 4                 |
| Canada            | 2                 |
| Francia           | 9                 |
| Germania          | 2                 |
| Italia            | 3                 |
| Norvegia          | 3                 |
| Nuova Zelanda     | 3                 |
| Paesi Bassi       | 1                 |
| Regno Unito       | 4                 |
| Spagna            | 2                 |
| Stati Uniti       | 4                 |
| Svezia            | 4                 |
| Svizzera          | 1                 |

### Classifiche di fine anno
| Classifica (1986) | Posizione |
| ----------------- | --------- |
| Australia         | 23        |
| Austria           | 28        |
| Canada            | 20        |
| Francia           | 26        |
| Germania          | 27        |
| Italia            | 21        |
| Nuova Zelanda     | 23        |
| Paesi Bassi       | 28        |
| Stati Uniti       | 70        |